# Lugumerci
Lugumerci su prigradsko naselje grada Sombora, Vojvodina.
Upravno nisu klasificirani kao posebno naselje, nego kao prigradski dio grada Sombora. Fizički su odvojeni od samog grada. Nalaze se južno od Sombora, preko Velikog bačkog kanala. Zapadno su Čičovi i rječica Mostonga, sjeverno je Kudjeljara, sjeveroistočno preko kanala je salašarski predio Gradina, istočno je stara željeznička pruga koja vodi prema Staparu, s dvjema starim željezničkim postajama Čičovac i Žarkovac, a jugoistočno je Žarkovac. Pružaju se nekoliko kilometara duž ceste br. 18 u pravcu sjeverozapad - jugoistok.
1920. su u Lugumercima (Lugovo) bila 52 salaša, od kojih su 12 pripadala obitelji Lugumerski, 7 obitelji Jelačić, 7 obitelji Bošnjak i dr.
Lugumerci su bili jednim od mjesta somborskog kraja gdje je Radićev HSS imao svoje pristaše.